# جوانوی
جوانوی (پارسی میانه: Jovānōy) یکی از دبیران شاهنشاهی ساسانی در سده پنجم میلادی در زمان حکومت یزدگرد یکم بود. او با مرگ یزدگرد در سال ۴۲۰، در توطئه اشراف شرکت کرد و با جلوگیری از جانشینی پسران شاهنشاه، خسرو زورستان را به تخت نشانید. سپس او از طرف اشراف به دربار منذر بن نعمان پادشاه لخمی رفت تا وی را از پناه دادن به بهرام گور (پسر یزدگرد) منصرف کند که در این کار موفق نشد. با این حال جوانوی با بهرام به توافق رسید و پس از به تخت نشستن او نیز به مقام دبیری رسید.